# A-Musik

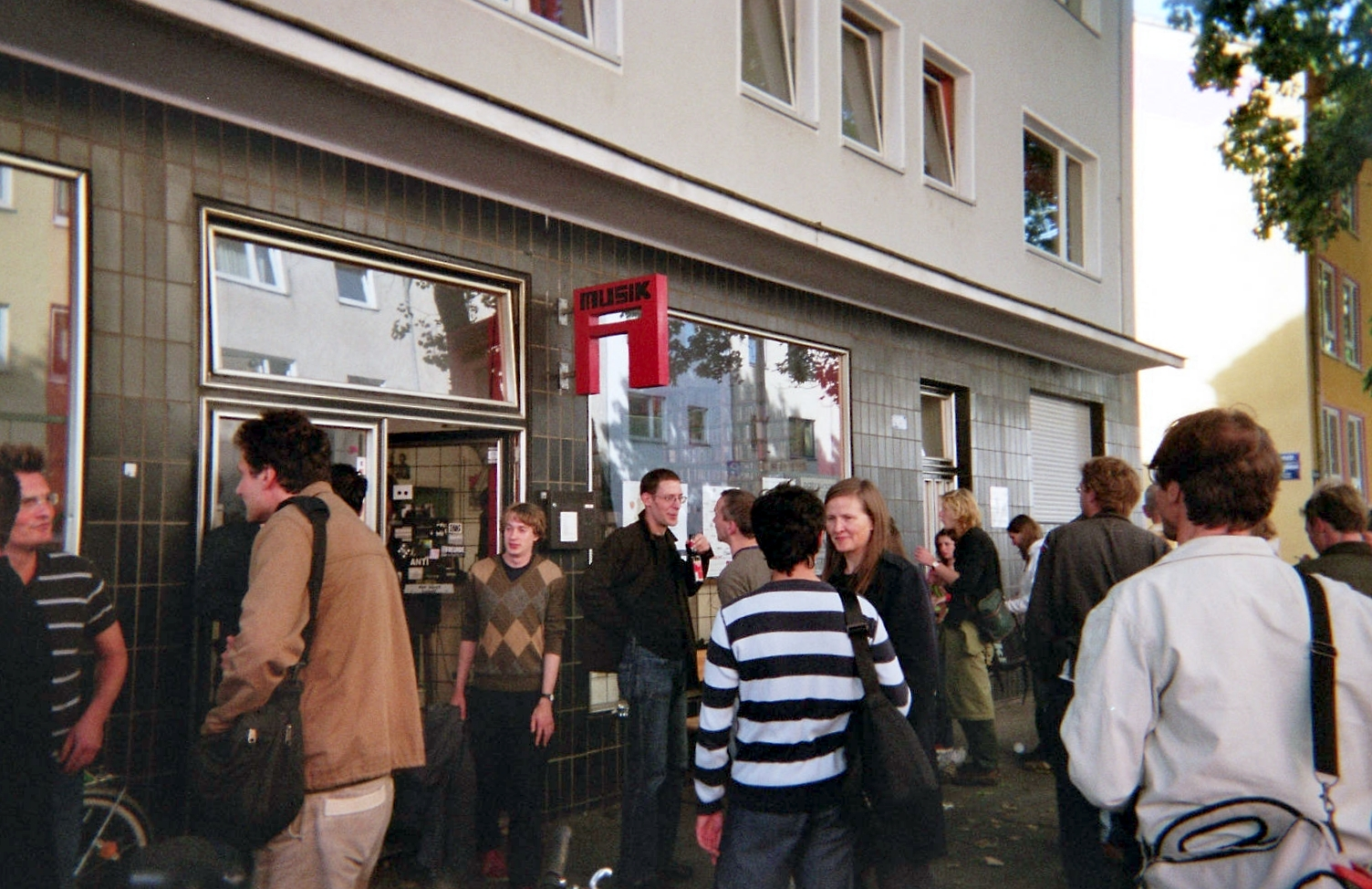
創業10周年の祝い。

A-Musik（アームジーク）は、1995年にゲオルク・オジェイク (Georg Odijk) が創業した、ドイツのケルンにある実験音楽を専門的に扱うレコード店、レコードレーベル。
創業からの10年間に、リリースしたのは28作品（この間、サブレーベルのジーベン (Sieben) からはマキシシングル4枚）だけでありながら、1990年代半ばの音楽のスタイル「ケルンのサウンド (Sound of Cologne)」の時代に大きな影響を与えた。
創業後しばらくして、拠点を市内の別の地区へと移転したために、それまであったケルンのテクノ・シーンとの空間的な近さによる結びつきは失われた。2005年8月に10周年を迎えた際には、週刊新聞『ディー・ツァイト』が、世界中から3万点を揃えた「ドイツで最も品揃えのよいレコード店 (Deutschlands bestsortiertem Plattenladen)」として A-Musik を紹介した。

## おもなアーティスト
このレーベルに所属する、あるいは共同製作している重要なアーティストには、オヴァルのマーカス・ポップ (Markus Popp)、マウス・オン・マーズのヤン・ヴェルナー、シュラムパイツィガー、F・X・ランドミス (F. X. Randomiz)、マルクス・シュミックラー、ヴォルフガング・ミューラーなどがいる。
このほか、ダット・ポリティクス、フェリックス・クビン、ミクロストリア、ルーカス・シモニス (Coolhaven) がこのレーベルから音源をリリースしている。